# Dick Howard (Leichtathlet)
Dick Howard (eigentlich Richard Wayne Howard, * 22. August 1935 in Oklahoma City; † 9. November 1967 in Hollywood) war ein US-amerikanischer Hürdenläufer, der sich auf die 400-Meter-Distanz spezialisiert hatte.
Bei den Panamerikanischen Spielen 1959 in Chicago gewann er die Silbermedaille und bei den Olympischen Spielen 1960 in Rom mit seiner persönlichen Bestzeit von 49,7 s die Bronzemedaille hinter seinen Landsleuten Glenn Davis (49,3 s) und Clifton Cushman (49,6 s).
1959 wurde er, für die University of New Mexico startend, NCAA-Meister über 440 Yards Hürden und US-Meister über 400 m Hürden. 1960 errang er den nationalen Titel über 200 m Hürden.
Dick Howard starb an einer Überdosis Heroin.